# Glen De Boeck
Glen De Boeck (* 22. August 1971 in Boom) ist ein ehemaliger belgischer Fußballspieler und aktueller -trainer.

## Spielerkarriere
De Boeck begann seine Karriere bei KV Mechelen. 1995 wechselte er zu RSC Anderlecht. Hier war er zunächst umstritten, baute aber seine technischen Fähigkeiten aus und wurde zu einem der besten Innenverteidiger der Pro League. 2005 musste er wegen einer Knieverletzung seine Karriere beenden und wurde in den Trainerstab des RSC Anderlecht übernommen.
De Boeck war belgischer Nationalspieler. Sein Debüt für die roten Teufel gab er in einem Freundschaftsspiel gegen Gabun am 6. Oktober 1993. Bis 2002 kam er auf 36 Einsätze, dabei gelang ihm ein Tor. Er gehörte bei den Weltmeisterschaften 1998 und 2002 zum belgischen Aufgebot.

## Trainerkarriere
2005 wurde De Boeck Co-Trainer bei RSC Anderlecht, was er bis 2007 blieb. Am 23. April 2007 wurde er zur Saison 2007/08 als Trainer des belgischen Erstligisten Cercle Brügge verpflichtet und erhielt zunächst einen Vertrag bis 2009. Die Premierensaison mit dem neuen Verein schloss er als Vierter ab, die beste Platzierung des Vereins seit Jahrzehnten. Zum Ende der Saison 2009/10, die Brügge als Tabellenneunter abschloss, verließ De Boeck den Verein wieder. Er hatte zuvor einen Vertrag bei Germinal Beerschot zur neuen Saison unterzeichnet. Bereits am 30. November 2010 wurde er dort wieder entlassen. Es folgten bis 2018 unter anderem Trainerstationen bei VVV-Venlo und beim KV Kortrijk. Bei letztgenanntem Verein blieb er bis November 2018 als Trainer angestellt.
Am 20. Januar 2019 wurde er von Sporting Lokeren zunächst für den Rest der Saison als Trainer verpflichtet. Obwohl er den Abstieg von Lokeren aus der Division 1A nicht verhindern konnte, wurde sein Vertrag im Juni 2019 verlängert. Am 17. November 2019 wurde er mit seinen Assistenten von Lokeren entlassen, nachdem der Verein nach der Hälfte der Saison auf Platz 7 der Tabelle stand, was am Saisonende die Teilnahme an den Abstiegsspielen bedeutet hätte.
In der Folge trat Glen De Boeck als TV-Experte in Erscheinung. Ende September 2023 einigte er sich mit dem bis dato sieglosen KV Kortrijk auf eine Rückkehr ab Anfang Oktober und unterzeichnete einen Vertrag bis 2026, die bisherige Interimslösung Joseph Akpala – der Klub hatte sich am 25. September vom bisherigen Cheftrainer Edward Still getrennt – saß beim anstehenden Spiel gegen Cercle Brügge noch auf der Bank. Nur rund zwei Monate später stellte ihn der Verein im Dezember 2023 wieder frei, nachdem die Mannschaft in den sieben Ligaspielen bis dahin nur fünf Punkte holen konnte und auch im Pokal gegen den Ligakonkurrenten RWD Molenbeek ausgeschieden war.

## Titel und Erfolge
- Belgischer Meister (3): 2000, 2001 und 2004
- Belgischer Supercup (2): 2000 und 2001